# Nicolas Joseph Dieudonné
Pour les articles homonymes, voir Dieudonné.
Nicolas Joseph Dieudonné est un homme politique français né le 14 février 1774 à Neuviller-sur-Moselle (Meurthe-et-Moselle) et décédé le 23 janvier 1848 à Neuviller-sur-Moselle.

## Biographie
Notaire, il est député des Vosges  de 1837 à 1842, siégeant à gauche.

## Sources
- « Nicolas Joseph Dieudonné », dans Adolphe Robert et Gaston Cougny, Dictionnaire des parlementaires français, Edgar Bourloton, 1889-1891 [détail de l’édition]